# Senit (album)
Senit è il primo album della cantante italiana Senhit, pubblicato nel 2006 per la Panini Interactive.

## Tracce
1. In mio potere
2. Ogni volta
3. Quasi casualmente
4. Varietà
5. L'amore che cos'è
6. Dio è morto
7. Il temporale
8. Henna
9. La mia città è cambiata
10. Pelle a pelle
11. La cosa giusta

## Formazione
- Senit – voce
- Saverio Grandi – tastiera, cori, programmazione, chitarra acustica
- Loris Ceroni – tastiera, basso
- Andrea Fornili – tastiera, chitarra acustica
- Nicolò Fragile – tastiera, programmazione, chitarra acustica
- Giovanni Pezzoli – batteria
- Roberto Drovandi – basso
- Silvia Baraldi – percussioni
- Alessandro Magri – tastiera
- Paolo Gialdi – basso
- Maurizio Piancastelli – tromba